# PSR J0146+6145
PSR J0146+6145 est un pulsar X anormal situé dans la constellation de Cassiopée, à une distance approximative de 13 000 années-lumière de la Terre. 

Il a été découvert en 1972 par le satellite Uhuru, mais identifié comme tel bien plus tard, étant au départ pris pour une binaire X à faible masse dont l'étoile compagnon était trop faible pour être visible.